# Ramsey Lewis

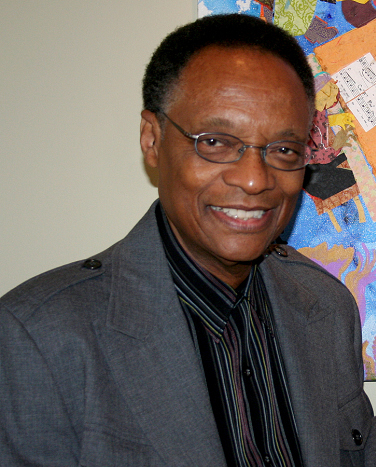
Ramsey Lewis (2009)

Ramsey Emmanuel Lewis (* 27. Mai 1935 in Chicago; † 12. September 2022 ebenda) war ein US-amerikanischer Jazzpianist und -keyboarder eines unterhaltenden, genre-übergreifenden Soul- und Popjazz.

## Werdegang

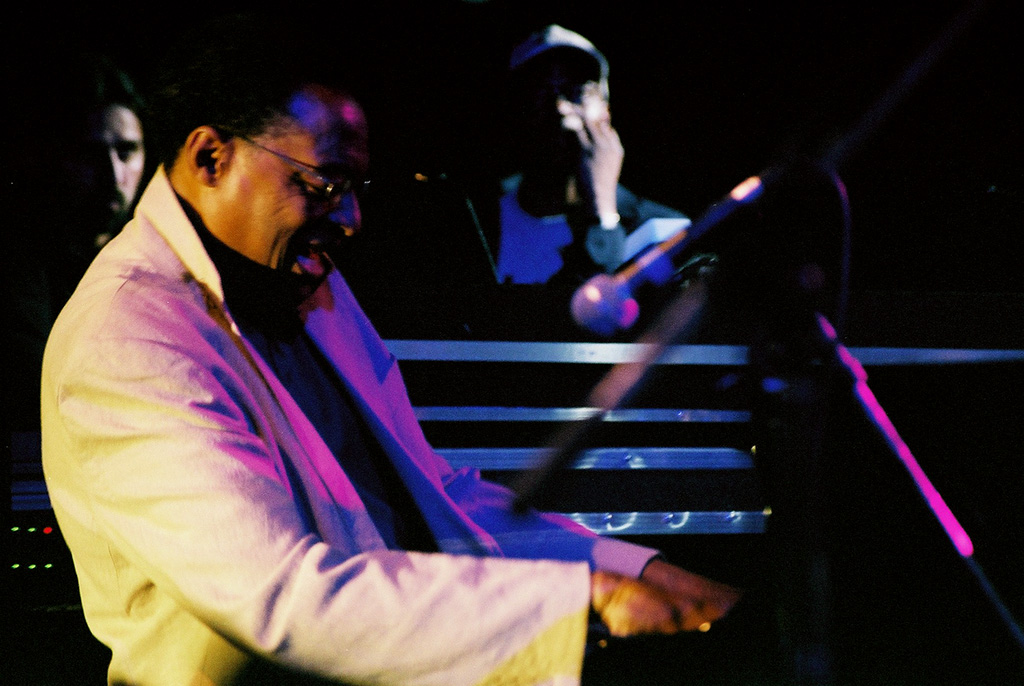
Ramsey Lewis (2006)

Lewis erhielt ab vier Jahren klassischen Klavierunterricht. Mit fünfzehn Jahren war er Mitglied der siebenköpfigen Jazzband The Cleffs, aus der sich später das Ramsey Lewis Trio mit Bassist Eldee Young und Schlagzeuger Isaac „Red“ Holt abspaltete. Ihr erstes Album Ramsey Lewis and the Gentlemen of Swing kam 1956 heraus. 1958 wirkten Lewis und sein Trio am Debütalbum des Vibraphonisten Lem Winchester mit. Ramsey Lewis wurde 1965 durch sein Album The In Crowd international bekannt, das Platz 2 der Pop-Charts erreichte und ihm 1966 einen Grammy (Best Jazz Performance Small Group) einbrachte. Anschließend wandte er sich mehr dem Pop- und Rhythm-and-Blues-Bereich zu. Aus diesen Jahren bekannt sind auch Wade in the Water, Hold It Right There (Grammy 1967 für die beste Rhythm-and-Blues-Band) sowie Radio-Evergreens wie Hang On Sloopy (Grammy 1974 für das beste Rhythm-and-Blues-Instrumental) oder die stilistisch breit angelegte Another Voyage.
Ab 1999 ließ sich eine veränderte musikalische Ausrichtung erkennen: Im Album Appassionata verarbeitete er klassische Themen im „Ramsey-Lewis-Swing“.
Ferner lieferte er Beiträge für drei Projekte des Labels Narada Jazz: „Urban Knights“ und die Duos „Simple Pleasures“ und „Meant to Be“ mit der Sängerin Nancy Wilson. Für ersteres erhielt er den NAACP Image Award in der Kategorie „Outstanding Jazz Artist“. Auf Time Flies (2004) gibt Lewis eine Übersicht über seine musikalische Welt – vom Rhythm and Blues über Jazz zu den Wurzeln von Gospel, dem klassischen Training seiner Jugend. 2005 erschien sein Gospel-inspiriertes Album With one Voice.
Daneben war Ramsey Lewis auch ein bekannter Radio-Moderator, zunächst auf dem Chicagoer Smooth-Jazz-Sender WNUA mit seiner Show Legends of Jazz, in der er ab 1990 berühmte Jazzmusiker auch in Interviews und Live-Aufnahmen vorstellte. Die Sendung war in 60 Städten der USA zu hören und wurde von ihm auf dem Sender WTTW fortgesetzt. Ab 2006 hatte er auch die Ramsey Lewis Morning Show im Smooth Jazz Network. Er war auch in der Nachwuchsförderung aktiv, beispielsweise mit einer eigenen Stiftung, die gefährdeten Jugendlichen die Musik näherbringen soll, und beim Ravinia Jazz Festival in Highland Park, Illinois.
Am 12. September 2022 verstarb Ramsey Lewis im Alter von 87 Jahren in seinem Heim in Chicago.

### Ramsey Lewis Trio
1966 verließen Holt und Young das Trio, um eine eigene Band zu gründen; Lewis ersetzte sie durch den Bassisten Cleveland Eaton und den Schlagzeuger Maurice White. White wiederum wurde 1970 durch Maurice Jennings abgelöst. In den 1970er Jahren wurde das Trio auch bisweilen durch einen Keyboarder ergänzt; 1979 kam Gitarrist Henry Johnson in die Gruppe (bis 1983). Viele Jahre lang waren Larry Gray (Bass, Cello) und Leon Joyce Jr. am Schlagzeug seine Begleiter.

### Auszeichnungen
Ramsey Lewis erhielt die NEA Jazz Masters Fellowship für das Jahr 2007. Die mit 25.000 US-Dollar dotierte Anerkennung der staatlichen NEA-Stiftung ist die höchste Auszeichnung für Jazzmusiker in den USA.

## Diskografie (Auswahl)

### Alben
| Jahr | Titel                                                       | Höchstplatzierung, Gesamtwochen, AuszeichnungChartplatzierungen (Jahr, Titel, Platzierungen, Wochen, Auszeichnungen, Anmerkungen) | Höchstplatzierung, Gesamtwochen, AuszeichnungChartplatzierungen (Jahr, Titel, Platzierungen, Wochen, Auszeichnungen, Anmerkungen) | Anmerkungen      |
| Jahr | Titel                                                       | UK | US | Anmerkungen      |
| ---- | ----------------------------------------------------------- | --- | --- | ---------------- |
| 1961 | Sound of Christmas                                          | — | US129 (2 Wo.)US |                  |
| 1964 | Bach to the Blues                                           | — | US145 (2 Wo.)US |                  |
| 1964 | The Ramsey Lewis Trio at the Bohemian Caverns               | — | US103 (13 Wo.)US |                  |
| 1965 | The In Crowd                                                | UK— SilberUK | US2 (47 Wo.)US |                  |
| 1965 | Choice! The Best of the Ramsey Lewis Trio                   | — | US54 (19 Wo.)US |                  |
| 1966 | Hang on Ramsey                                              | UK20 (4 Wo.)UK | US15 (27 Wo.)US |                  |
| 1966 | Wade in the Water                                           | — | US16 (34 Wo.)US |                  |
| 1967 | Goin’ Latin                                                 | — | US95 (16 Wo.)US |                  |
| 1967 | The Movie Album                                             | — | US124 (4 Wo.)US |                  |
| 1967 | Dancing in the Street                                       | — | US59 (16 Wo.)US |                  |
| 1968 | Up Pops Ramsey Lewis                                        | — | US52 (31 Wo.)US |                  |
| 1968 | Maiden Voyage                                               | — | US55 (20 Wo.)US |                  |
| 1969 | Mother Nature’s Son                                         | — | US156 (14 Wo.)US |                  |
| 1969 | Another Voyage                                              | — | US139 (14 Wo.)US |                  |
| 1970 | Ramsey Lewis, The Piano Player                              | — | US157 (8 Wo.)US |                  |
| 1970 | The Best of Ramsey Lewis                                    | — | US172 (12 Wo.)US |                  |
| 1970 | Them Changes                                                | — | US177 (7 Wo.)US |                  |
| 1971 | Back to the Roots                                           | — | US163 (9 Wo.)US |                  |
| 1972 | Upendo ni pamoja                                            | — | US79 (21 Wo.)US |                  |
| 1973 | Funky Serenity                                              | — | US117 (10 Wo.)US |                  |
| 1973 | Ramsey Lewis’ Newly Recorded All-Time, Non-Stop Golden Hits | — | US198 (3 Wo.)US |                  |
| 1975 | Sun Goddess                                                 | — | US12 Gold · (30 Wo.)US |                  |
| 1975 | Don’t It Feel Good                                          | — | US46 (22 Wo.)US |                  |
| 1976 | Salongo                                                     | — | US77 (11 Wo.)US |                  |
| 1977 | Love Notes                                                  | — | US79 (10 Wo.)US |                  |
| 1977 | Tequila Mockingbird                                         | — | US111 (9 Wo.)US |                  |
| 1978 | Legacy                                                      | — | US149 (5 Wo.)US |                  |
| 1980 | Routes                                                      | — | US173 (8 Wo.)US |                  |
| 1981 | Three Piece Suite                                           | — | US152 (5 Wo.)US |                  |
| 1984 | The Two of Us                                               | — | US124 (9 Wo.)US | mit Nancy Wilson |

### Singles
| Jahr | Titel Album                                  | Höchstplatzierung, Gesamtwochen, AuszeichnungChartplatzierungen (Jahr, Titel, Album, Platzierungen, Wochen, Auszeichnungen, Anmerkungen) | Höchstplatzierung, Gesamtwochen, AuszeichnungChartplatzierungen (Jahr, Titel, Album, Platzierungen, Wochen, Auszeichnungen, Anmerkungen) | Höchstplatzierung, Gesamtwochen, AuszeichnungChartplatzierungen (Jahr, Titel, Album, Platzierungen, Wochen, Auszeichnungen, Anmerkungen) | Anmerkungen                   |
| Jahr | Titel Album                                  | UK | US | R&B | Anmerkungen                   |
| ---- | -------------------------------------------- | --- | --- | --- | ----------------------------- |
| 1964 | Something You Got At the Bohemian Caverns    | — | US63 (6 Wo.)US | R&B23 (8 Wo.)R&B |                               |
| 1965 | The In Crowd                                 | — | US5 (16 Wo.)US | R&B2 (14 Wo.)R&B |                               |
| 1965 | Hang on Sloopy Hang On Ramsey!               | — | US11 (8 Wo.)US | R&B6 (10 Wo.)R&B |                               |
| 1966 | A Hard Day’s Night Hang On Ramsey!           | — | US29 (5 Wo.)US | R&B29 (6 Wo.)R&B |                               |
| 1966 | Hi Heel Sneakers - Pt. 1 Hang On Ramsey!     | — | US70 (5 Wo.)US | — |                               |
| 1966 | Wade in the Water                            | UK31 (8 Wo.)UK | US19 (13 Wo.)US | — | Charteinstieg in UK erst 1972 |
| 1966 | Up Tight Wade in the Water                   | — | US49 (5 Wo.)US | R&B30 (5 Wo.)R&B |                               |
| 1966 | Day Tripper Wade in the Water                | — | US74 (4 Wo.)US | — |                               |
| 1967 | One, Two, Three Goin’ Latin                  | — | US67 (6 Wo.)US | — |                               |
| 1967 | Dancing in the Street                        | — | US84 (4 Wo.)US | — |                               |
| 1967 | Soul Man Up Pops Ramsey Lewis                | — | US49 (6 Wo.)US | — |                               |
| 1968 | Since You’ve Been Gone –                     | — | US98 (2 Wo.)US | — |                               |
| 1969 | Julia Mother Nature’s Son                    | — | US76 (8 Wo.)US | R&B37 (6 Wo.)R&B |                               |
| 1972 | Slipping into Darkness Upendo ni pamoja      | — | — | R&B44 (3 Wo.)R&B |                               |
| 1973 | Kufanya mapenzi (Making Love) Funky Serenity | — | US93 (3 Wo.)US | — |                               |
| 1975 | Hot Dawgit Sun Goddess                       | — | US50 (3 Wo.)US | R&B61 (11 Wo.)R&B | mit Earth, Wind and Fire      |
| 1975 | Sun Goddess                                  | — | US44 (7 Wo.)US | R&B20 (12 Wo.)R&B | mit Earth, Wind and Fire      |
| 1976 | What’s the Name of This Funk (Spider Man) –  | — | US69 (4 Wo.)US | R&B50 (13 Wo.)R&B |                               |
| 1976 | Don’t It Feel Good                           | — | — | R&B99 (1 Wo.)R&B |                               |
| 1976 | Brazilica Salongo                            | — | — | R&B88 (3 Wo.)R&B |                               |
| 1977 | Spring High Love Notes                       | — | — | R&B85 (3 Wo.)R&B |                               |
| 1981 | So Much More Three Piece Suite               | — | — | R&B93 (3 Wo.)R&B |                               |
| 1982 | You Never Know Live at the Savoy             | — | — | R&B64 (6 Wo.)R&B |                               |
| 1984 | The Two of Us                                | — | — | R&B56 (9 Wo.)R&B | mit Nancy Wilson              |
| 1985 | This Ain’t No Fantasy Fantasy                | — | — | R&B88 (2 Wo.)R&B |                               |
| 1987 | 7-11 Keys to the City                        | — | — | R&B67 (9 Wo.)R&B |                               |

## Trivia
Wade in the Water war seit Anbeginn (1979) als Titelmelodie der Sendung Berichte von heute des Norddeutschen und Westdeutschen Rundfunks bekannt. Diese wurde Ende 2020 eingestellt.